# Smolany (gromada)
Smolany – dawna gromada, czyli najmniejsza jednostka podziału terytorialnego Polskiej Rzeczypospolitej Ludowej w latach 1954–1972.
Gromady, z gromadzkimi radami narodowymi (GRN) jako organami władzy najniższego stopnia na wsi, funkcjonowały od reformy reorganizującej administrację wiejską przeprowadzonej jesienią 1954 do momentu ich zniesienia z dniem 1 stycznia 1973, tym samym wypierając organizację gminną w latach 1954–1972.
Gromadę Smolany z siedzibą GRN w Smolanach utworzono – jako jedną z 8759 gromad – w powiecie suwalskim w woj. białostockim, na mocy uchwały nr 23/V WRN w Białymstoku z dnia 4 października 1954. W skład jednostki weszły obszary dotychczasowych gromad Boksze, Boksze Stare, Boksze Nowe, Krucieniszki, Rudawka, Rejsztokiemie, Sejwy, Smolany, Wojtokiemie i Żwikiele ze zniesionej gminy Puńsk oraz obszar dotychczasowej gromady Murowany Most ze zniesionej gminy Krasnopol w tymże powiecie. Dla gromady ustalono 12 członków gromadzkiej rady narodowej.
1 stycznia 1956 roku gromadę włączono do reaktywowanego powiatu sejneńskiego.
1 stycznia 1969 do gromady Smolany przyłączono wieś Romanowce ze znoszonej gromady Klejwy.
1 stycznia 1972 do gromady Smolany przyłączono wsie Dziedziule, Nowinki, Pełele i Wiłkopędzie ze znoszonej gromady Widugiery.
Gromada przetrwała do końca 1972 roku, czyli do kolejnej reformy gminnej.